# ری دوی
ری دوی (انگلیسی: Ray Devey; ۱۹ دسامبر ۱۹۱۷ – ۲۶ ژوئن ۲۰۰۱) بازیکن فوتبال اهل بریتانیا بود.
از باشگاه‌هایی که در آن بازی کرده‌است می‌توان به باشگاه فوتبال هرفورد یونایتد، باشگاه فوتبال منزفیلد تاون، و باشگاه فوتبال بیرمنگام سیتی اشاره کرد.